# Karen Fukuhara

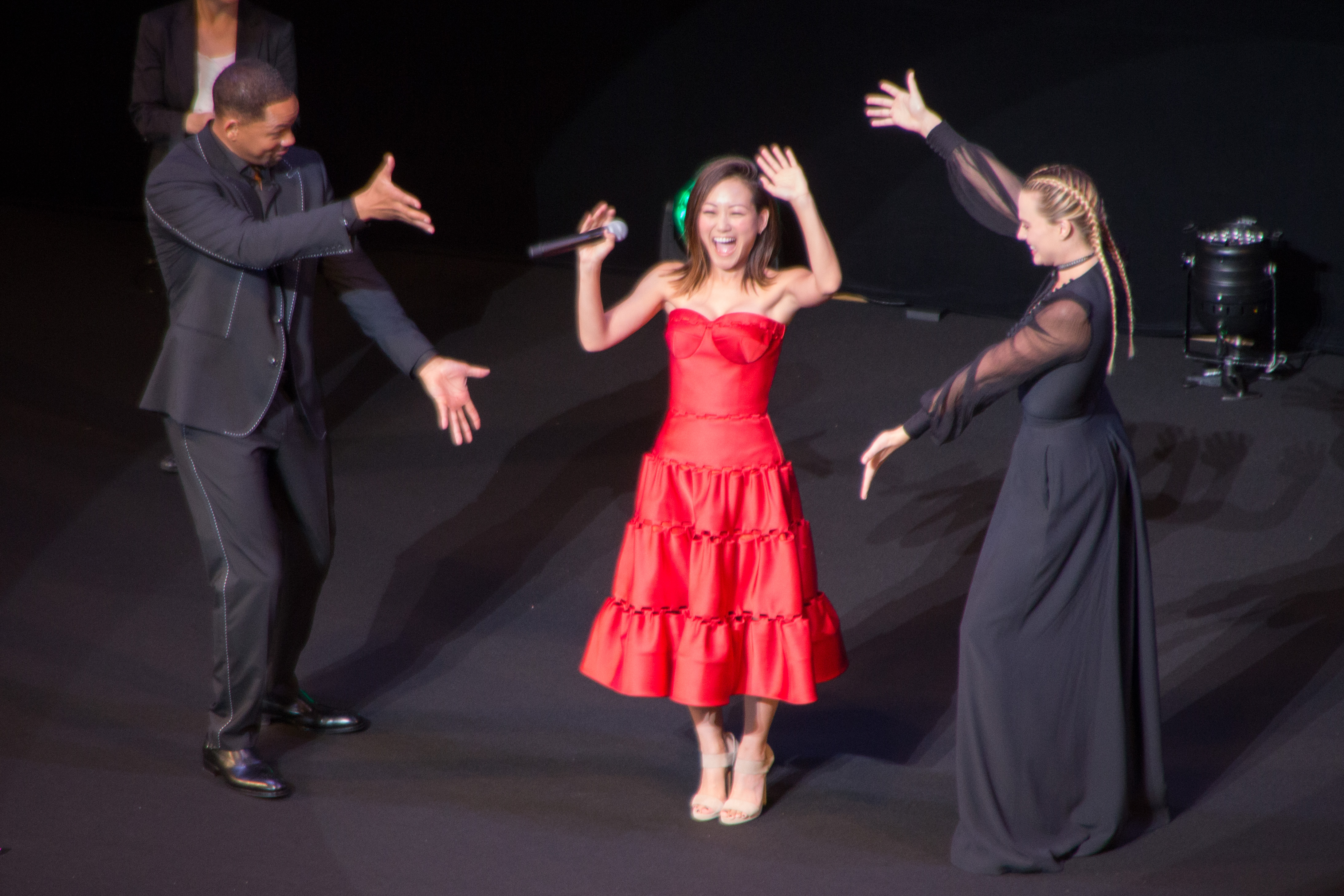
Will Smith, Karen Fukuhara i Margot Robbie na japońskiej premierze Legionu samobójców (2016)

Karen Fukuhara (ur. 10 lutego 1992 w Los Angeles) – amerykańska aktorka japońskiego pochodzenia, która wystąpiła m.in. w filmie Legion samobójców i serialu The Boys.

## Filmografia

### Filmy
| Rok  | Tytuł                  | Rola                        | Uwagi             |
| ---- | ---------------------- | --------------------------- | ----------------- |
| 2016 | Legion samobójców      | Tatsu Yamashiro / Katana    |                   |
| 2017 | Zbłąkany               | Nori                        |                   |
| 2017 | The Lost               | Laura Baker                 | krótkometr.       |
| 2020 | Bobbleheads: The Movie | Ikioi (głos)                |                   |
| 2022 | Bullet Train           | Kayda Izumi Concession Girl |                   |
| 2023 | Chłopiec i czapla      | Lady Himi (głos)            | angielski dubbing |

### Telewizja
| Rok       | Tytuł                          | Rola                      | Uwagi              |
| --------- | ------------------------------ | ------------------------- | ------------------ |
| 2018-2020 | She-Ra i księżniczki mocy      | Glimmer (głos)            | w gł. obsadzie     |
| 2018-2023 | Craig znad potoku              | Liz, Alexis i inne głosy  | 20 odc.            |
| od 2019   | The Boys                       | Female / Kimiko Miyashiro | w gł. obsadzie     |
| 2020      | Kipo i Dziwozwierze            | Kipo (głos)               | w gł. obsadzie     |
| 2021      | Gwiezdne wojny: Wizje          | F (głos)                  | 1 odc.             |
| 2021      | Archer                         | Reiko (głos)              | 1 odc.             |
| 2023      | Craig Before the Creek         | Alexis                    | film TV            |
| 2023      | Konsjerżka Pokémonów           | Haru                      | miniserial, 4 odc. |
| 2024      | Czarodziejska cukiernia Alicji | Sakura                    | 1 odc.             |